# Gerold Lingnau
Gerold Lingnau (* 6. September 1934 in Frankfurt am Main; † 15. April 2017 in Bad Soden) war ein deutscher Journalist und von 1972 bis 1999 verantwortlicher Redakteur für die Beilage Technik und Motor der Frankfurter Allgemeinen Zeitung.

## Herkunft und Ausbildung
Lingnaus Eltern stammten aus West- und Ostpreußen und hatten sich in Frankfurt am Main angesiedelt, wo Lingnau die Volksschule besuchte. 1943 wechselte die Familie nach Kronberg im Taunus. Am dortigen Realgymnasium erlangte Lingnau 1951 das Abitur. In diese Zeit reichen seine ersten journalistischen Versuche als Verfasser von Leitartikeln einer Schülerzeitung. Seit 1952 absolvierte er das Studium der Volkswirtschaftslehre an der Johann Wolfgang Goethe-Universität in Frankfurt, das er 1957 als Diplom-Volkswirt abschloss und wurde ebendort im Jahr 1960 bei Otto Veit mit einer Arbeit über Die Weiterführung des Grenznutzengedankens in der Geldtheorie zum Dr. rer. pol. promoviert.

## Wirken
Anfang 1961 trat Lingnau in die Wirtschaftsredaktion der Frankfurter Allgemeinen Zeitung ein, wo die Börse für ein halbes Jahr sein erstes Tätigkeitsfeld war. Später wechselte er in die Firmenredaktion und redigierte sieben Jahre lang täglich den privatwirtschaftlichen Teil der Zeitung. Während dieser Zeit widmete sich Lingnau aber auch Fragen der Verkehrswirtschaft und des Automobilwesens, einer Leidenschaft, die bei ihm auf seine Begeisterung für Technik schon zu Studienzeiten zurückreichte. Nach dem Tod von Hugo V. Seib übernahm er im März 1973 als verantwortlicher Redakteur das Motor-Ressort, das 1988 unter dem Titel Technik und Motor auf eine breitere Basis gestellt wurde. Als Autor oder Mitverfasser schrieb Lingnau rund ein Dutzend Bücher, die meisten über Autos oder Motorräder. Lingnau war verheiratet, hatte zwei Söhne und lebte in Eppstein, wo er sich auch ehrenamtlich engagierte.

## Auszeichnungen und Ehrungen
- Buchpreis der Christophorus-Stiftung des Verbandes der Kraftfahrtversicherer (1976)
- Verbandsabzeichen in Gold des Bundesverbands des Deutschen Güterfernverkehrs (1977)
- Christophorus-Preis, außerdem Christophorus-Buchpreis zusammen mit dem Ko-Autor Johannes Damm (1983)
- Vereinsabzeichen in Gold des Automobilclubs Kraftfahrer-Schutz (1985)
- Goldmedaille der Christopherus-Stiftung (1986)
- Johnny-Rozendaal-Uhr des Verbandes der Motorjournalisten VdM (1993)
- Ehrenmitgliedschaft im MotorPresseClub MPC, dort Erster Vorsitzender von 1986 bis 1994 (1995)
- Akademie-Preis in Gold der Akademie Bruderhilfe-Familienfürsorge (1999)
- Ehrenzeichen in Gold der Deutschen Verkehrswacht (1999)
- Robert-Allmers-Medaille des Verbandes der Automobilindustrie VDA für Verdienste um den deutschen Kraftverkehr (1999)
- Kulturpreis der Eduard-Rhein-Stiftung (2001)